# Aelurillus stanislawi
Aelurillus stanislawi – gatunek pająka z rodziny skakunowatych. Zasiedla Lewant i Półwysep Somalijski.

## Taksonomia
Gatunek ten został opisany w 1999 roku przez Jerzego Prószyńskiego na podstawie kilku samców odłowionych w Izraelu w latach 1991–92. Umieszczony został wówczas w nowym rodzaju Rafalus. Jego epitet gatunkowy nadano na cześć Stanisława Prószyńskiego, studenta i żołnierza biorącego udział w obronie Warszawy i zmarłego w 1941 w Auschwitz.
W 2002 roku gatunek Aelurillus minutus został opisany przez Galinę N. Azarkinę na podstawie pojedynczego samca, odłowionego w 1989 roku w Syrii. W wyniku późniejszych badań okazało się, że okazy są konspecyficzne i w 2006 roku ta sama autorka przeniosła R. stanislawi do rodzaju Aelurillus, synonimizując z nim A. minutus. W tej samej publikacji opisana została po raz pierwszy samica tego pająka.

## Opis
Samiec ma karapaks długości od 1,7 do 2,3 mm, ubarwiony brązowo lub ciemnobrązowo z ciemną okolicą oczu i dwoma białymi paskami podłużnymi. Nadustek żółtobrązowy, pokryty długimi, białymi włoskami. Labium szarawożółte. Sternum i szczękoczułki brązowawożółte. Opistosoma brązowawożółta; jej wierzch z dwoma podłużnymi, ciemnymi, brązowymi przepaskami, pomiędzy którymi znajduje się jasny pas szerokości około ⅓ odwłoka, przybierający pośrodku barwę płową. Płucotchawki mają barwę żółtą, a kądziołki szarawożółtą. Odnóża jasnożółte lub żółte. Nogogłaszczki białawożółte lub żółte, pokryte długimi, białymi szczecinkami; ich uda pozbawione są brzusznego rozdęcia. Na wierzchu cymbium znajdują się rzadkie, ciemne szczeciny. Bulbus jest białawy. Pojedyncza apofiza tibialna, obecna na goleniu nogogłaszczka połączona jest stawowo z małym, płatkowatym, zagiętym wyrostkiem bocznej ściany cymbium.
Samica ma karapaks długości 3,7 mm, ubarwiony brązowo z ciemniejszymi okolicami oczu, pokryty białymi łuskami i cienkimi, brązowymi szczecinami. Białe włoski obecne są wokół przednich oczu, na brązowożółtym nadustku oraz na brązowawożółtych odnóżach krocznych. Białe szczecinki i brązowe włoski pokrywają żółte nogogłaszczki. Szczękoczułki ubarwione są brązowo, sternum i spód opistosomy zaś żółto. Na brązowym wierzchu opistosomy żółtawe szczecinki i brązowe włoski tworzą zatarty wzór w formie poprzecznych pasów. Środkowa płytka epigynum jest u niej szersza, a ductus inseminalis bardziej zakrzywione niż u podobnej A. improvivus.

## Rozprzestrzenienie
Gatunek znany z Syrii, Izraela i Etiopii. W Etiopii spotykany wśród traw i skał.